# T Bootis
T Bootis, eller Nova Bootis 1860, misstänks ha varit en nova i stjärnbilden Björnvaktaren. Den observerades endast av en person, den engelske astronomen Joseph Baxendell, den 9, 11 och 22 april 1860.
Stjärnan låg nära Arcturus och var av magnitud 9,75 vid upptäckten. Ljusstyrkan hade sjunkit till 12,8 vid den sista observationen.
Andra astronomer, bland andra Friedrich Winnecke, Edward Charles Pickering, Ernst Hartwig och Ernst Zinner observerade detta område utan att lyckas se stjärnan.
Fastän katalogiserad som nova hade utbrottet kännetecken som skilde den från andra novor: En amplitud på minst 7 magnituder, en snabb nedgång i ljusstyrka och lokaliserad ovanligt långt från det galaktiska planet. Den amerikanske astronomen Joseph Ashbrook föreslog 1953 att det kan vara frågan om en rekurrent nova som endast observerats en gång.